# 亚东县
亞東縣（藏語：གྲོ་མོ་རྫོང，威利转写：gro-mo rdzong，藏语拼音：Chomo Zong）是中國西藏自治區日喀则市下屬的县，位于喜馬拉雅山脈中段南麓，离印度和不丹很近。縣名在藏語的意思是「漩谷」或「急流的深谷」。有公路通拉薩和印度。而沟通西藏与锡金的交通要道春丕河谷就归属亚东县管辖。常住总人口約2万人，縣人民政府駐下司馬鎮。
在該縣，邊境貿易是一種當地活躍的經濟活動，中低價貨物是該地區跨境貿易中的消費品主流。商人需要徒步跨越邊境以進行貿易。
亚东也是第十四世达赖喇嘛在西藏境内最后停留的地点，此后达赖喇嘛流亡印度并成立西藏流亡政府。

## 地理

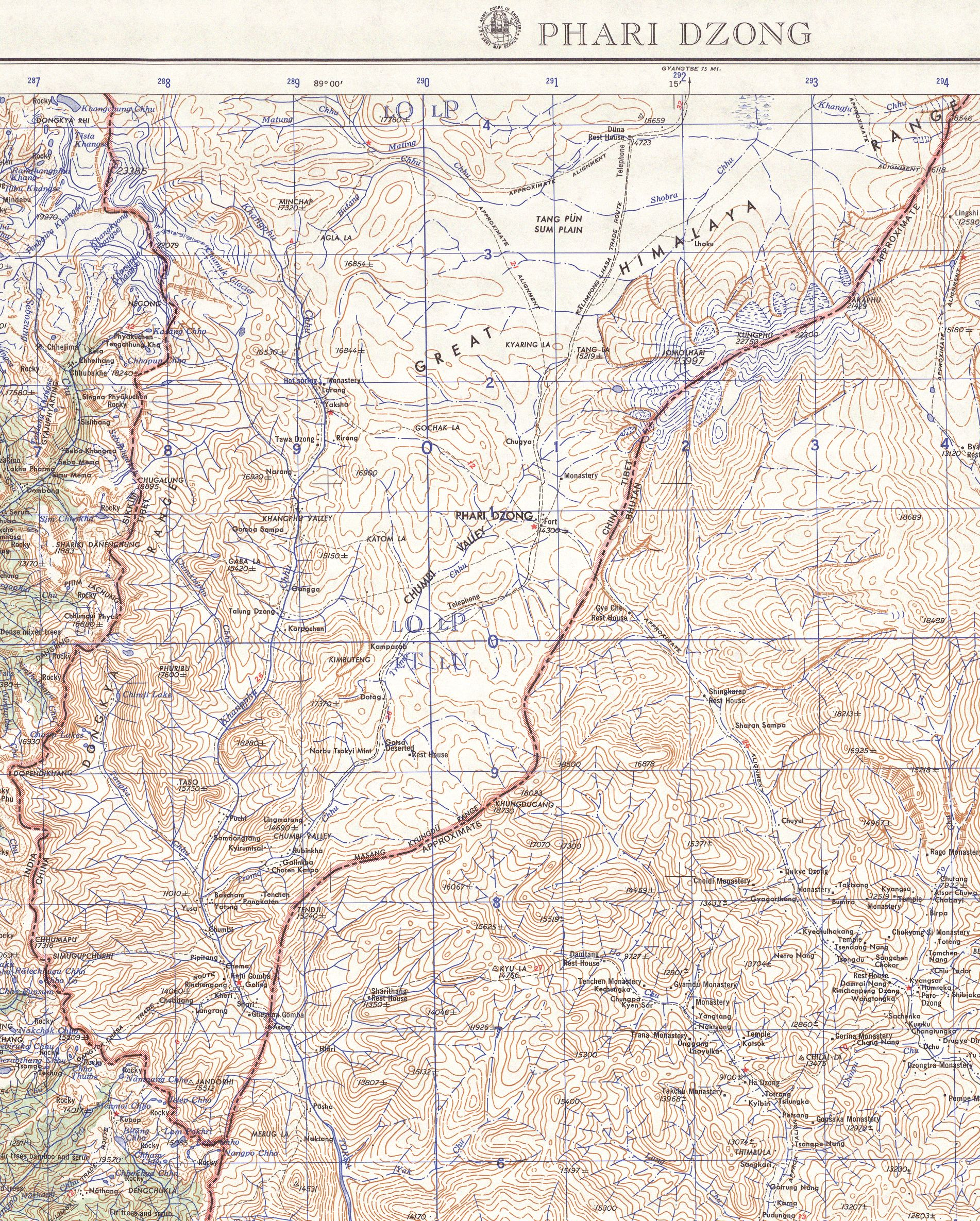
Map showing the Chumbi Valley (US Army Map Service, 1955)

亞東縣主要由春丕河谷組成。該山谷西鄰Dongkya山脈，東鄰Masong-Chungdung山脈。 （參見地圖。）Khambu Machu 和 Tromo Chu 兩條河流發源於山谷，並在 Yatung 鎮匯合。這條聯合河的不丹文名稱為'Amo Chhu'(托爾薩河)。 
亞東鎮是縣治。它靠近印度錫金邦和不丹的邊界。 1986年，據報道有一家旅館、一家招待所、一些政府機關和軍營。亞東透過乃堆拉山口與印度錫金邦相連。
當地特產有卓莫魚和青稞酒，主要旅遊景點有東嘎寺、噶舉寺和康布溫泉。
作為中國西部大开发策略的一部分，中國政府計劃將青藏鐵路從拉薩延伸至亞東。

## 歷史
根據1890-94年英國和中國清朝簽署的《中英藏印條約》，從则里拉山口下來的山谷中的'老亞東'市場向印度開放。當時，山谷的溪流上有一道牆狀結構，一直延伸到山谷兩側，從而封鎖了通往縣城內部的道路。這是英國臣民禁止跨越的分界線。該牆由 20 名藏族士兵和 3 名中國清政府官員負責，其中一名中士率領。據報道，建造隔離牆是導致英國1904年英國侵藏戰爭的原因之一。根據由此產生的《拉萨条约》，英國貿易代理人將駐紮在「亞東」。英國人選定現在的亞東鎮為貿易機構所在地。 （作為同一個公約的一部分，另外兩個貿易機構也位於江孜镇和噶大克）。

## 行政区划
亚东县下辖2个镇、5个乡：
下司马镇、帕里镇、下亚东乡、上亚东乡、康布乡、堆纳乡和吉汝乡。

## 人口
根據全國第七次人口普查數據顯示，截至2020年11月1日零時，常住人口15449人。

## 交通
- 219国道、 562国道